# Sasseneire
Sasseneire – szczyt w Alpach Pennińskich, w masywie Dent Blanche - Cornier. Leży w południowej Szwajcarii w kantonie Valais, blisko granicy z Włochami. Szczyt można zdobyć ze schroniska Cabane des Becs-de-Bosson (2985 m).